# Intersport Heilbronn Open 2011
L'Intersport Heilbronn Open 2011 è stato un torneo professionistico di tennis maschile giocato sul cemento. È stata la 24ª edizione del torneo, che fa parte dell'ATP Challenger Tour nell'ambito dell'ATP Challenger Tour 2011. Si è giocato dal 24 al 30 gennaio 2011 a Talheim, comune tedesco nel circondario di Heilbronn.

## Partecipanti

### Teste di serie
| Giocatore         | Nazionalità | Ranking* | Testa di serie |
| ----------------- | ----------- | -------- | -------------- |
| Andrej Golubev    | Kazakistan  | 38       | 1              |
| Michael Berrer    | Germania    | 61       | 2              |
| Tobias Kamke      | Germania    | 65       | 3              |
| Rainer Schüttler  | Germania    | 83       | 4              |
| Marsel İlhan      | Turchia     | 87       | 5              |
| Daniel Brands     | Germania    | 102      | 6              |
| Julian Reister    | Germania    | 112      | 7              |
| Marco Chiudinelli | Svizzera    | 114      | 8              |
| Denis Gremelmayr  | Germania    | 120      | 9              |

- Ranking al 17 gennaio 2011

### Altri partecipanti
Giocatori che hanno ricevuto una wild card:
- Daniel Brands
- Peter Gojowczyk
- Andrej Golubev
- Tobias Kamke

Giocatori passati dalle qualificazioni:
- Grégoire Burquier
- Yannick Mertens
- Michael Ryderstedt
- Alexandre Sidorenko
- Dieter Kindlmann (Lucky Loser)

## Campioni

### Singolare
Bastian Knittel ha battuto in finale  Daniel Brands con il punteggio di 7–6(4), 7–6(5)

### Doppio
Jamie Delgado /  Jonathan Marray hanno battuto in finale  Frank Moser /  David Škoch con il punteggio di 6–1, 6–4